# De Verwachting (Tholen)
De Verwachting is een korenmolen in Tholen in de Nederlandse provincie Zeeland. Het is een ronde, uit baksteen opgetrokken stellingmolen uit 1848. De molen vertoont veel overeenkomsten met De Vier Winden in Sint-Annaland.
Tot 1930 bleef de molen op windkracht in bedrijf waarna de molen werd onttakeld om te dienen als mechanische maalderij. In 1964 stopte het maalbedrijf. In 1980 kochten dhr. en mw. van Gorsel het naastgelegen pand en de molen, met de bedoeling de molenromp in te korten en bij de woning te betrekken. De plannen werden echter gewijzigd en er werd begonnen met herstel van de molen. De Verwachting werd op de monumentenlijst geplaatst. Op 5 september 2009 was de molen geheel hersteld. In de molen kan met een koppel maalstenen graan worden gemalen. De begane grond en eerste zolder zijn bij de woning getrokken. In de molen is ook de modellencollectie van Willem Bastiaanse tentoongesteld.

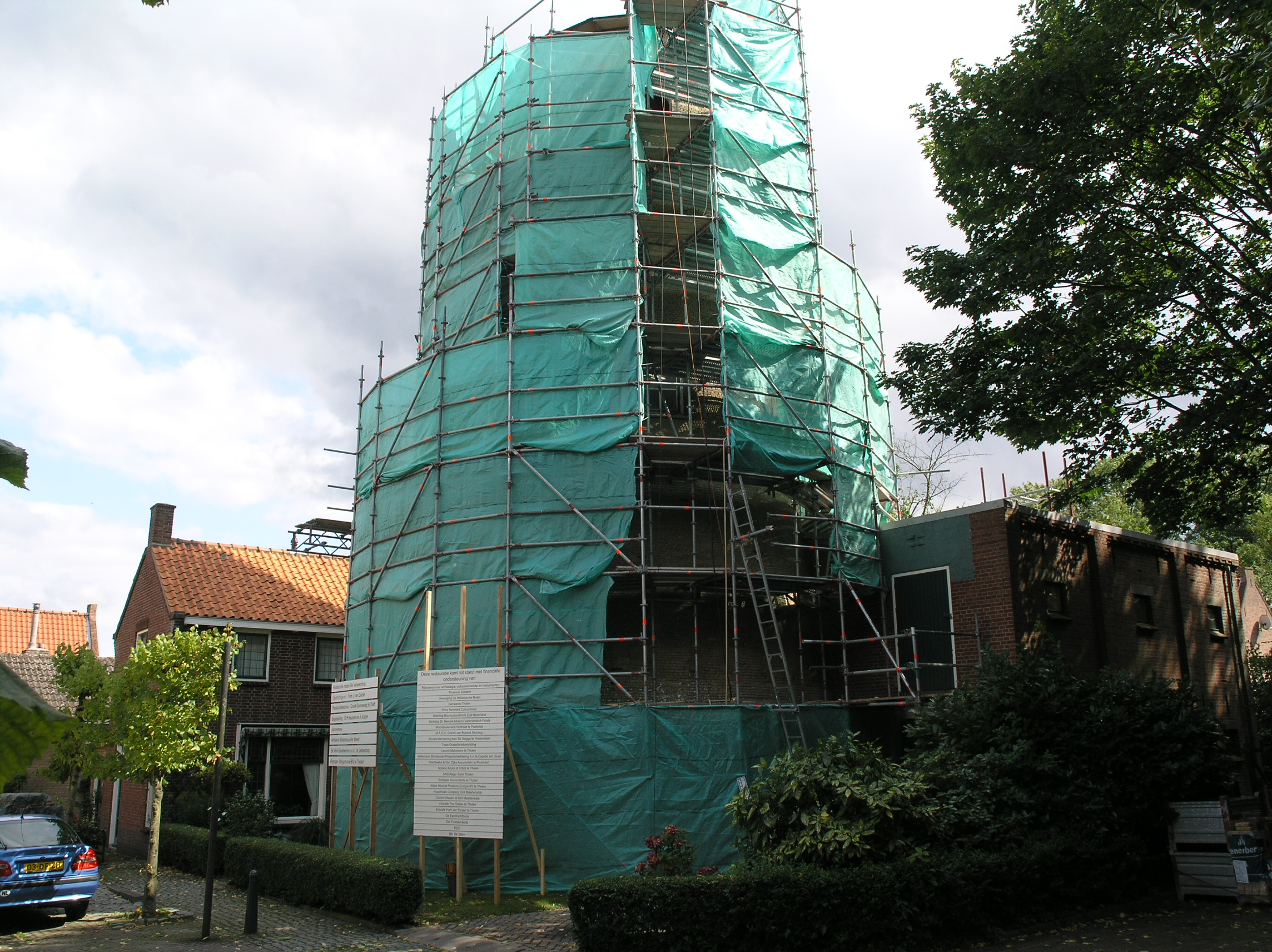
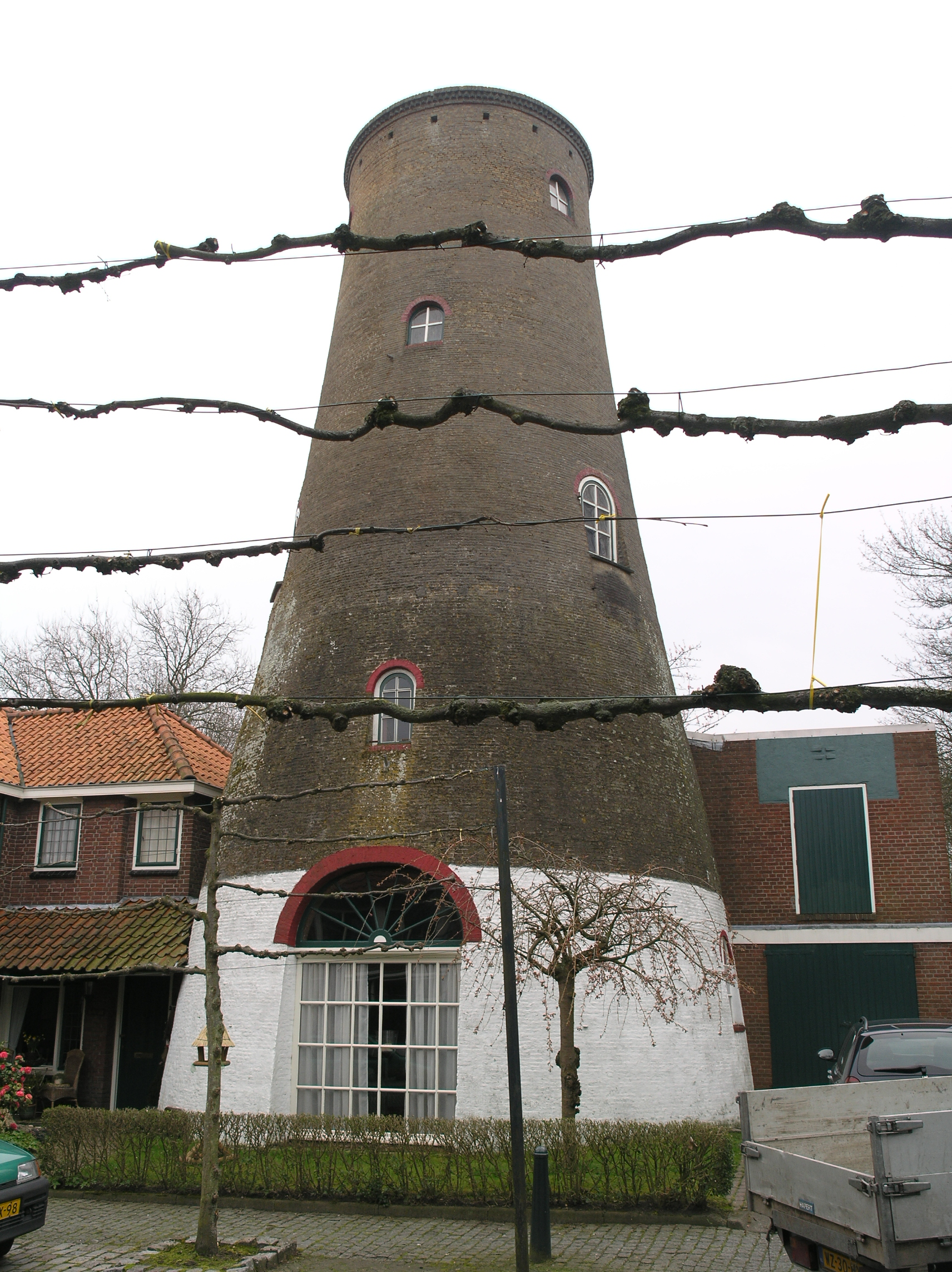